# Symphodus
Symphodus là một chi cá biển thuộc họ Cá bàng chài. Các loài trong chi này đều có phạm vi phân bố tập trung ở Đông Bắc Đại Tây Dương và trên khắp Địa Trung Hải; nhiều loài trong số chúng còn có phạm vi mở rộng về phía đông đến Biển Đen.

## Từ nguyên
Từ định danh của chi này bắt nguồn từ tiếng Hy Lạp, được ghép từ symphysis ("phát triển cùng nhau") và odes ("có hình dạng"), hàm ý đề cập đến vây bụng của loài điển hình S. rostratus được dính với nhau bởi một lớp màng.

## Phân loại
Trước đây, Centrolabrus, một chi khác trong họ Cá bàng chài, chứa 3 loài là Centrolabrus exoletus, C. caeruleus và C. trutta. Theo quan sát và ghi nhận, cá đực của hai loài C. caeruleus và C. trutta lại có hành vi dựng tổ để cho cá cái đến đẻ trứng, và trứng được chăm sóc và bảo vệ bởi cá đực. Những tập tính này giống với hầu hết các loài trong chi Symphodus. Trong khi đó, những tập tính này lại không được quan sát ở C. exoletus.
Ngoài ra, một phát hiện đáng chú ý là S. melanocercus khi đó lại là loài duy nhất trong chi Symphodus mà cá đực không có hành vi dựng tổ, cũng như việc cá đực không chăm sóc trứng của chính nó; điều này lại giống với C. exoletus. Một điểm tương đồng nữa giữa S. melanocercus và C. exoletus là hành vi "làm vệ sinh" cho những loài cá khác.
Bên cạnh sự khác biệt về tập tính, những loài đã đề cập ở trên cũng có sự khác biệt về bộ gen. Kết quả phân tích vùng gen 16S rDNA cho thấy, C. caeruleus và C. trutta hình thành một nhóm đơn ngành với nhiều loài trong chi Symphodus, còn S. melanocercus lại hợp thành nhóm với C. exoletus. S. melanocercus sau đó được chuyển sang chi Centrolabrus, với danh pháp chính thức là Centrolabrus melanocercus.

## Hành vi và tập tính

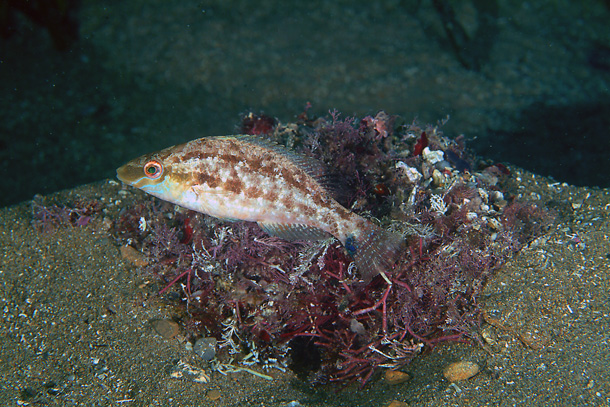
S. cinereus và tổ của nó

Như đã đề cập ở trên, cá đực của các loài Symphodus có tập tính dựng tổ từ tảo để cho cá cái đến đẻ trứng, và trứng nhận được sự chăm sóc và bảo vệ từ cá bố. Qua quan sát, loài S. ocellatus còn có khả năng lựa chọn những loài tảo thích hợp để dựng tổ dựa vào độ bền cơ học và khả năng chứa trứng của loài tảo đó. Mùa sinh sản của Symphodus rơi vào thời điểm mùa xuân và mùa hè.
Một số loài trong chi Symphodus còn đóng vai trò của cá dọn vệ sinh, như S. mediterraneus, S. ocellatus và S. tinca, chủ yếu là cá con của chúng. Ngoài ra, S. melops còn được sử dụng với mục đích kiểm soát các loài rận biển ký sinh trên cá hồi Đại Tây Dương.
Hầu hết Symphodus là loài lưỡng tính tiền nữ, tức chúng có thể chuyển đổi giới tính từ cá cái sang cá đực ở một thời điểm nào đó trong đời, và cá con sinh ra đều là cá cái.

## Mô tả
S. tinca là loài có chiều dài cơ thể lớn nhất trong số các loài Symphodus, với chiều dài tối đa được ghi nhận là 44 cm. Cá đực thời kỳ sinh sản có màu sắc tươi sáng hơn cá cái.

## Các loài

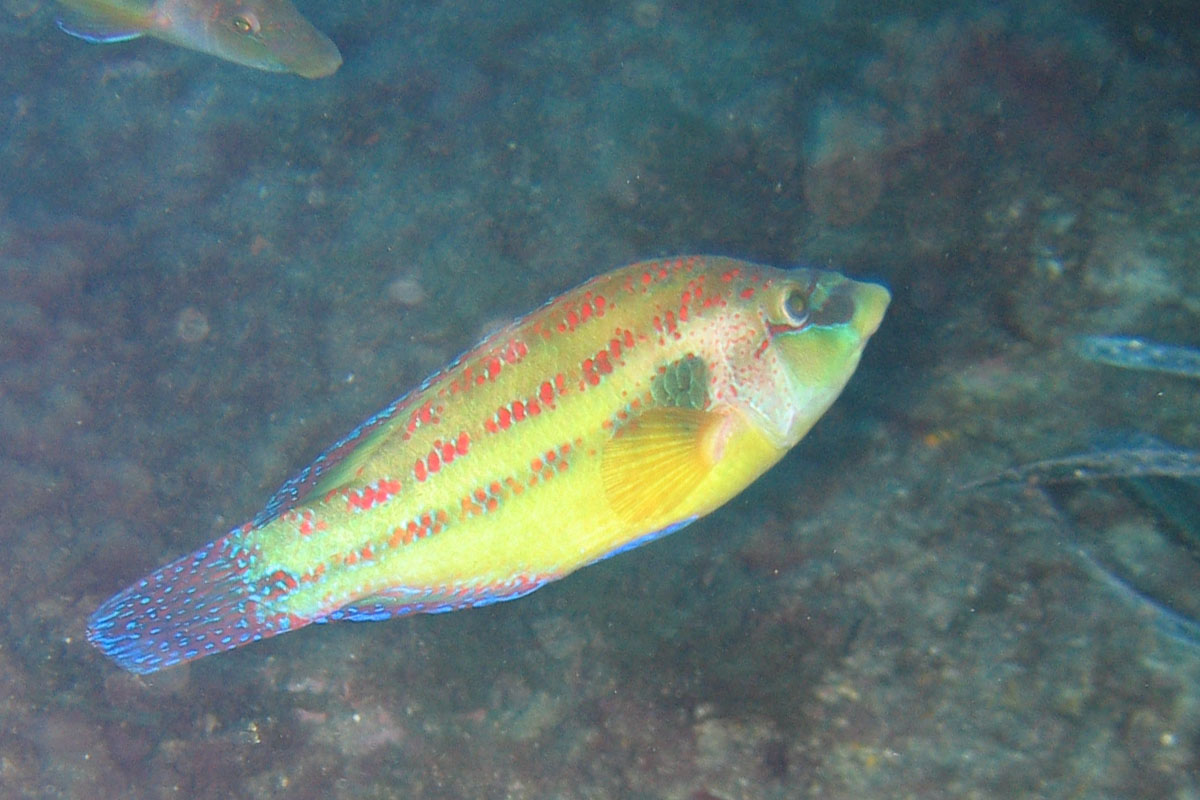
S. tinca

Có 11 loài được công nhận là hợp lệ trong chi này, bao gồm:
- Symphodus bailloni (Valenciennes, 1839)
- Symphodus caeruleus (Azevedo, 1999)
- Symphodus cinereus (Bonnaterre, 1788)
- Symphodus doderleini Jordan, 1890
- Symphodus mediterraneus (Linnaeus, 1758)
- Symphodus melops (Linnaeus, 1758)
- Symphodus ocellatus (Linnaeus, 1758)
- Symphodus roissali (Risso, 1810)
- Symphodus rostratus (Bloch, 1791)
- Symphodus tinca (Linnaeus, 1758)
- Symphodus trutta (Lowe, 1834)